# Toledo-Füllhalter

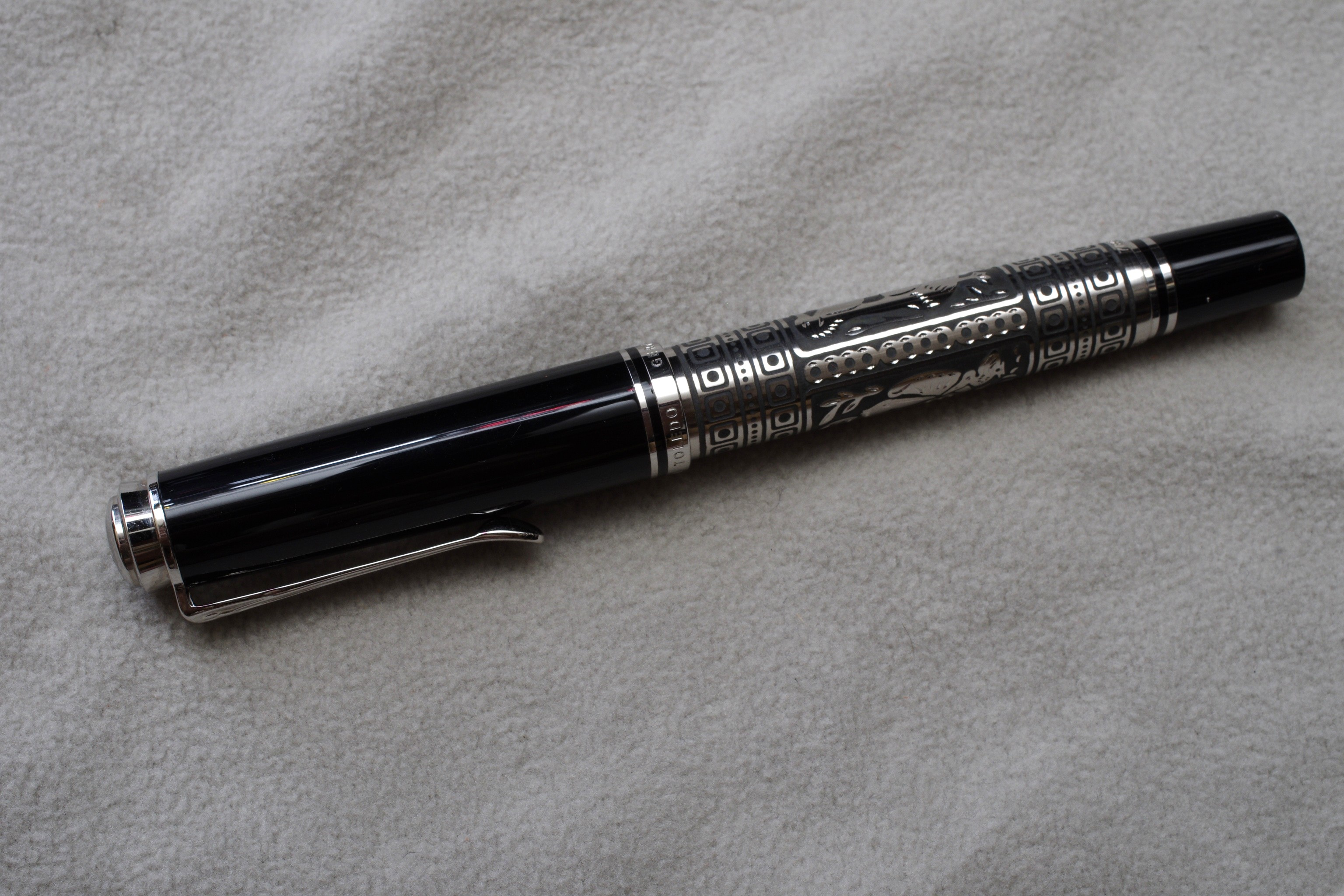
Pelikan Toledo

Als Toledo-Füllhalter werden hochwertige Füllfederhalter bezeichnet, die unter Verwendung der Toledotechnik hergestellt wurden. Die Bearbeitung erfolgt ausschließlich in Handarbeit.
Toledo-Füllhalter wurden überwiegend in den 1920er bis 1930er Jahren hergestellt, in dieser Zeit waren die Firmen Montblanc, Kaweco, Parker, Waterman, Osmia und Pelikan große Hersteller von Schreibgeräten wie Füllfederhaltern und Füllbleistiften. Auch viele kleinere Hersteller hatten Modelle mit Toledo-Überzügen im Programm. Der Pelikan-Toledo wurde nach einem völlig anderen Verfahren hergestellt, das lediglich ein optisch ähnliches Ergebnis lieferte.

## Toledotechnik
Als Toledotechnik wird ein der Tauschierung ähnliches Verfahren bezeichnet, welches ursprünglich aus den arabischen Ländern stammt, es wurde in der Vergangenheit nur für Musketengriffe und als Verzierung für Dolche, Degen, Schwerter und Rüstungen angewendet. Dabei wird in einen vorher gefertigten Kanal ein aus einem anderen Werkstoff bestehender Draht eingelegt und eingehämmert. Durch dieses Verfahren entstehen Oberflächen, die den aus der Holzverarbeitung bekannten Intarsien ähneln.
Ein weiteres Verfahren ist das Färben (zum Beispiel im Siebdruckverfahren) des Grundmaterials (ursprünglich immer Eisen, später dann Kupfer, weil es nicht so schnell wie Eisen oxidiert). Alle nicht gefärbten Bereiche werden mit kleinen Sticheln und einem Hammer umgeformt. Der Handwerker hat hier sehr viele unterschiedliche Stichel zur Verfügung und kann die Oberfläche vertiefen, also ausstechen, oder auch nur verformen. Anschließend wird das Metall vergoldet (24 Karat um einen wirklich hohen Glanzgrad zu erhalten). Anschließend wird die Farbe entfernt und das Werkstück in eine Chemikalie getaucht. Dabei wird das Gold nicht angegriffen, alle anderen Oberflächen aber geschwärzt. Das Resultat ist ein starker Kontrast von Gold und Schwarz.